# Sollevamento pesi ai Giochi della XX Olimpiade - Pesi massimi-leggeri
La competizione della categoria pesi massimi-leggeri (fino a 82.5 kg) di sollevamento pesi ai Giochi della XX Olimpiade si è svolta il giorno 2 settembre 1972 alla Weightlifting Hall del Messegelände di Monaco di Baviera.
Al termine della gara, il greco Chrīstos Iakōvou tentò di battere il record mondiale della distensione lenta sollevando 179.0 kg., ma fallì il tentativo.

## Regolamento
La classifica era ottenuta con la somma delle migliori alzate delle seguenti 3 prove:
- Distensione lenta
- Strappo
- Slancio

Su ogni prova ogni concorrente aveva diritto a tre alzate. In caso di parità vinceva il sollevatore che pesava meno.

## Risultati
| Pos.    | Atleta             | Nazione          | Peso Atleta | Distensione lenta | Distensione lenta | Distensione lenta | Distensione lenta | Strappo | Strappo | Strappo | Strappo | Slancio | Slancio | Slancio | Slancio | Totale |
| Pos.    | Atleta             | Nazione          | Peso Atleta | 1                 | 2                 | 3                 | Tot               | 1       | 2       | 3       | Tot     | 1       | 2       | 3       | Tot     |        |
| ------- | ------------------ | ---------------- | ----------- | ----------------- | ----------------- | ----------------- | ----------------- | ------- | ------- | ------- | ------- | ------- | ------- | ------- | ------- | ------ |
| Oro     | Leif Jenssen       | Norvegia         | 81.10       | 172.5             | 172.5             | 177.5             | 172.5             | 145.0   | 150.0   | 150.0   | 150.0   | 180.0   | 185.0   | 190.0   | 185.0   | 507.5  |
| Argento | Norbert Ozimek     | Polonia          | 82.0        | 160.0             | 160.0             | 165.0             | 165.0             | 140.0   | 145.0   | 147.5   | 145.0   | 182.5   | 187.5   | 192.5   | 187.5   | 497.5  |
| Bronzo  | György Horváth     | Ungheria         | 82.45       | 160.0             | 165.0             | 167.5             | 160.0             | 137.5   | 142.5   | 142.5   | 142.5   | 185.0   | 192.5   | 197.5   | 192.5   | 495.0  |
| 4       | Bernhard Radtke    | Germania Est     | 81.50       | 157.5             | 162.5             | 165.0             | 162.5             | 140.0   | 145.0   | 150.0   | 145.0   | 175.0   | 180.0   | 185.0   | 185.0   | 492.5  |
| 5       | Chrīstos Iakōvou   | Grecia           | 82.15       | 162.5             | 170.0             | 175.0             | 170.0             | 137.5   | 137.5   | 142.5   | 137.5   | 175.0   | 182.5   | 187.5   | 187.5   | 490.0  |
| 6       | Kaarlo Kangasniemi | Finlandia        | 82.25       | 150.0             | 160.0             | 160.0             | 150.0             | 145.0   | 150.0   | 152.5   | 145.0   | 180.0   | 185.0   | 185.0   | 185.0   | 480.0  |
| 7       | Rolf Milser        | Germania Ovest   | 81.70       | 160.0             | 165.0             | 170.0             | 165.0             | 132.5   | 132.5   | 137.5   | 132.5   | 180.0   | 185.0   | 185.0   | 180.0   | 477.5  |
| 8       | Juhani Avellan     | Finlandia        | 82.40       | 135.0             | 140.0             | 145.0             | 140.0             | 140.0   | 145.0   | 145.0   | 145.0   | 182.5   | 190.0   | 190.0   | 182.5   | 467.5  |
| 9       | Dino Turcato       | Italia           | 82.20       | 160.0             | 160.0             | 165.0             | 160.0             | 125.0   | 125.0   | 130.0   | 125.0   | 170.0   | –       | –       | 170.0   | 455.0  |
| 10      | Reinhold Platzer   | Austria          | 81.85       | 145.0             | 145.0             | 145.0             | 145.0             | 130.0   | 137.5   | 137.5   | 130.0   | 162.5   | 167.5   | 170.0   | 167.5   | 442.5  |
| 11      | Mike Pearman       | Regno Unito      | 82.05       | 140.0             | 145.0             | 147.5             | 145.0             | 125.0   | 125.0   | 130.0   | 125.0   | 165.0   | 170.0   | 170.0   | 165.0   | 435.0  |
| 12      | Brian Marsden      | Nuova Zelanda    | 82.15       | 137.5             | 142.5             | 147.5             | 142.5             | 120.0   | 127.5   | 127.5   | 120.0   | 165.0   | 172.5   | 182.5   | 172.5   | 435.0  |
| 13      | Anthony Ford       | Regno Unito      | 82.25       | 137.5             | 137.5             | 137.5             | 137.5             | 120.0   | 125.0   | 127.5   | 125.0   | 162.5   | 172.5   | 175.0   | 172.5   | 435.0  |
| 14      | Ib Bergmann        | Danimarca        | 81.70       | 140.0             | 145.0             | 145.0             | 145.0             | 127.5   | 127.5   | 127.5   | 127.5   | 155.0   | 162.5   | 162.5   | 155.0   | 427.5  |
| 15      | Luiz de Almeida    | Brasile          | 81.40       | 140.0             | 140.0             | 147.5             | 140.0             | 115.0   | 120.0   | 120.0   | 120.0   | 165.0   | 175.0   | 175.0   | 165.0   | 425.0  |
| 16      | Jože Urankar       | Jugoslavia       | 81.55       | 135.0             | 142.5             | 145.0             | 145.0             | 120.0   | 125.0   | 127.5   | 120.0   | 160.0   | 165.0   | 165.0   | 160.0   | 425.0  |
| 17      | Emilio Berroa      | Rep. Dominicana  | 81.15       | 122.5             | 122.5             | 127.5             | 127.5             | 112.5   | 120.0   | 122.5   | 122.5   | 147.5   | 155.0   | 157.5   | 157.5   | 407.5  |
| –       | Walter Hauser      | Svizzera         | 81.95       | 142.5             | 147.5             | 147.5             | 147.5             | 127.5   | 127.5   | 127.5   | NVL     |         |         |         |         | DNF    |
| –       | David Berger       | Israele          | 81.80       | 132.5             | 140.0             | 140.0             | 132.5             | 122.5   | 122.5   | 130.0   | 122.5   | 165.0   | 165.0   | 165.0   | NVL     | DNF    |
| –       | Mike Karchut       | Stati Uniti      | 81.60       | 155.0             | 160.0             | 162.5             | 160.0             | 140.0   | 145.0   | 147.5   | 145.0   | 185.0   | –       | –       | NVL     | DNF    |
| –       | Víctor Ángel Pagán | Porto Rico       | 80.80       | 137.5             | 137.5             | 137.5             | NVL               |         |         |         |         |         |         |         |         |        |
| –       | Abel López         | Cuba             | 81.85       | 160.0             | 160.0             | 160.0             | NVL               |         |         |         |         |         |         |         |         |        |
| –       | Boris Pavlov       | Unione Sovietica | 81.85       | 167.5             | 167.5             | 167.5             | NVL               |         |         |         |         |         |         |         |         |        |
| –       | Valerij Šarij      | Unione Sovietica | 82.00       | 170.0             | 170.0             | 170.0             | NVL               |         |         |         |         |         |         |         |         |        |